# De nalatenschap
De nalatenschap is het eerste boek dat de Nederlandse misdaadauteur Theo-Henk Streng schreef. In april 2007 werd het boek gepubliceerd. De nalatenschap is een thriller voor jongeren, die zich afspeelt binnen de zogenoemde 'poldermaffia'.

## Het verhaal
Tim leidt een makkelijk leventje, met veel geld en luxe. Maar hij is niet gelukkig, want weinig mensen willen met hem te maken hebben. Hij is namelijk de zoon van Anthonie Verdonkert, een grote hasjbaron in de Amsterdamse onderwereld. Als Anthonie wordt doodgeschoten, krijgt Tim het helemaal zwaar. Want behalve het feit dat niemand iets met zijn familie te maken wil hebben, heeft hij ook geen vader meer.
Het lijkt van kwaad tot erger te gaan als Tims moeder de leiding over de drugsorganisatie overneemt. Concurrenten hebben het op de nalatenschap van zijn vader - een verborgen lading marihuana - gemunt. Terwijl Tim zijn best doet om zijn normale leventje weer op te pakken, vraagt hij zich steeds weer af wie zijn vader vermoord heeft.

## Amsterdamse onderwereld
De nalatenschap doet sterk denken aan thema's die in de Amsterdamse onderwereld spelen. Zo komen onder meer 'Bruinsma-situaties' en de vele liquidaties aan bod. Ook wemelt het in het boek van corrupte rechters, chantagepraktijken, smokkelroutes en afpersing.

## Recensies
Vlak nadat het boek is verschenen, zijn er verschillende recensies uitgekomen. Over het algemeen zijn de recensies goed, daar de Nalatenschap een realistisch beeld van de onderwereld schept en - vanwege haar spanning - geschikt is voor jongens op de middelbare school die normaal moeite hebben om een boek te lezen.,